# Olympia Mancini
Olympia Mancini, Contesă de Soissons (în franceză Olympe Mancini; n. 11 iulie 1638, Roma, Statele Papale – d. 9 octombrie 1708, zona metropolitană Bruxelles, Țările de Jos Spaniole⁠(d)) a fost a doua din cele cinci surori Mancini, care împreună cu verișoarele lor din familia Martinozzi au devenit cunoscute la curtea regelui Ludovic al XIV-lea drept Mazarinettes denumite astfel după unchiul matern, Cardinalul Mazarin. Mai târziu Olympia a devenit mama faimosului general austriac Prințul Eugene de Savoia. A fost implicată în diferite intrigi de la curte inclusiv în "Afacerea otrăvurilor", care a expulzat-o din Franța.

## Familie
Olympia s-a născut și a crescut la Roma. Tatăl ei era baronul Lorenzo Mancini, un aristocrat italian care era astrolog și practica necromanția. După decesul lui, în 1650, mama ei, Geronima Mazzarini, și-a adus fetele la Paris sperând ca influența fratelui ei, Cardinalul Mazarin, să le ajute să facă căsătorii avantajoase.

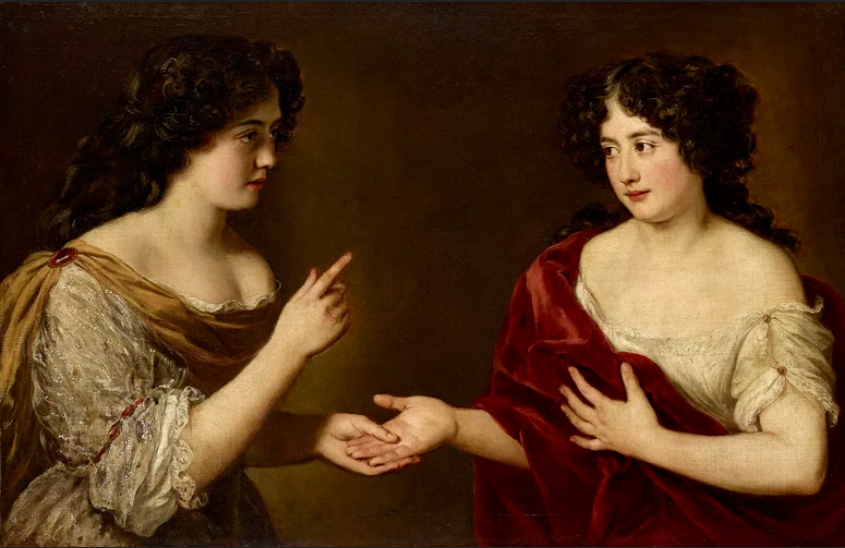
Două dintre surorile ei: Hortense și Maria Mancini

Celelalte patru surori Mancini erau:
- Laura (1636–1657), care s-a căsătorit cu Louis de Bourbon, duce de Vendôme, nepotul regelui Henric al IV-lea și a metresei acestuia, Gabrielle d'Estrées. Laura a fost mama faimosului general francez Louis Joseph de Bourbon, duce de Vendôme.
- Maria (1639–1715), care a devenit iubita regelui Ludovic al XIV-lea și mai târziu s-a căsătorit cu prințul  Lorenzo Onofrio Colonna.
- Hortense (1646–1699), frumoasa familiei, care a scăpat de soțul ei care o abuza, Armand-Charles de la Meilleraye, și a plecat la Londra unde a devenit metresa regelui Carol al II-lea al Angliei.
- Marie Anne (1649–1714), care s-a căsătorit cu Maurice Godefroy de la Tour d'Auvergne, nepot al mareșalului Henri de la Tour d'Auvergne, Viconte de Turenne.

Surorile Mancini nu erau singurele membre feminine ale familiei Cardinalului Mazarin aduse la curtea Franței. Celelalte arau verișoarele Olympiei, fiicele surorii celei mari ale lui Mazarin; Laura Martinozzi care s-a căsătorit cu Alfonso IV d'Este, Duce de Modena și a fost mama viitoarei regine a Angliei, Mary de Modena; și Anne Marie Martinozzi care s-a căsătorit cu Armand, Prinț de Conti și a fost mama Marelui Conti.

## Căsătorie și copii
La 24 februarie 1657, Olympia s-a căsătorit cu Prințul Eugene Maurice de Savoia  (1633–1673), cu care a avut opt copii, printre care și faimosul soldat, Prințul Eugene de Savoia.
- Louis Thomas de Savoia (1657–1702), Conte de Soissons
- Philippe de Savoia (1659–1693), stareță
- Louis Jules de Savoia (1660–1683), ucis în bătălia de la Petronell împotriva Imperiului Otoman.
- Emanuel Philibert de Savoia (1662–1676), conte de Dreux
- Eugene de Savoia (1663–1736), general în armata imperială
- Marie Jeanne de Savoia (1665–1705), Mademoiselle de Soissons
- Louise Philiberte de Savoia (1667–1726), Mademoiselle de Carignan
- Francoise de Savoia (1668–1671), Mademoiselle de Dreux